# Gerhard Rodax
Gerhard Rodax (ur. 29 sierpnia 1965 w Tattendorfie, zm. 16 listopada 2022 w Traiskirchen) – piłkarz austriacki, występujący na pozycji napastnika.

## Kariera klubowa
Karierę piłkarską Rodax rozpoczął w klubie Admira Wacker Wiedeń. W sezonie 1983/1984 zadebiutował w jego barwach w austriackiej Bundeslidze. W sezonie 1988/1989 osiągnął największe sukcesy z Admirą. Został wicemistrzem Austrii, dotarł do finału Pucharu Austrii (2:0 i 2:6 z FC Swarovski Tirol) oraz zdobył Superpuchar Austrii. Natomiast w sezonie 1989/1990 z 35 golami został królem strzelców ligi austriackiej.
Latem 1990 roku Rodax wyjechał do Hiszpanii i został piłkarzem Atlético Madryt. W klubie tym zadebiutował 2 września 1990 w meczu z Valencią CF (1:1) i w swoim debiucie zdobył gola. W ataku Atlético rywalizował o miejsce w składzie z Portugalczykiem Paulo Futre oraz Hiszpanem Manolo. W sezonie 1990/1991 strzelił 9 bramek, a Atlético zostało wicemistrzem Hiszpanii oraz zdobyło Puchar Króla.
W trakcie sezonu 1991/1992 (Rodax rozegrał jedno ligowe spotkanie w barwach Atlético) wrócił do Austrii i został zawodnikiem Rapidu Wiedeń. W Rapidzie grał przez półtora roku, a następnie trafił do Admiry Wacker. W 1996 roku jako zawodnik tego klubu zakończył swoją karierę.
| Sezon   | Klub                 | Kraj      | Rozgrywki        | Mecze | Bramki |
| ------- | -------------------- | --------- | ---------------- | ----- | ------ |
| 1983/84 | Admira Wacker Wiedeń | Austria   | Bundesliga       | ?     | ?      |
| 1984/85 | Admira Wacker Wiedeń | Austria   | Bundesliga       | ?     | ?      |
| 1985/86 | Admira Wacker Wiedeń | Austria   | Bundesliga       | ?     | ?      |
| 1986/87 | Admira Wacker Wiedeń | Austria   | Bundesliga       | ?     | ?      |
| 1987/88 | Admira Wacker Wiedeń | Austria   | Bundesliga       | 30    | 14     |
| 1988/89 | Admira Wacker Wiedeń | Austria   | Bundesliga       | 33    | 13     |
| 1989/90 | Admira Wacker Wiedeń | Austria   | Bundesliga       | 36    | 35     |
| 1990/91 | Atlético Madryt      | Hiszpania | Primera División | 26    | 9      |
| 1991/92 | Atlético Madryt      | Hiszpania | Primera División | 1     | 0      |
| 1991/92 | Rapid Wiedeń         | Austria   | Bundesliga       | 12    | 4      |
| 1992/93 | Rapid Wiedeń         | Austria   | Bundesliga       | 31    | 8      |
| 1993/94 | Admira Wacker Wiedeń | Austria   | Bundesliga       | ?     | ?      |
| 1994/95 | Admira Wacker Wiedeń | Austria   | Bundesliga       | ?     | ?      |
| 1995/96 | Admira Wacker Wiedeń | Austria   | Bundesliga       | ?     | ?      |

## Kariera reprezentacyjna
W reprezentacji Austrii Rodax zadebiutował 16 października 1985 w przegranym 0:3 towarzyskim spotkaniu z Jugosławią. W 1990 roku został powołany przez selekcjonera Josefa Hickersbergera do kadry na mistrzostwa świata we Włoszech. Tam wystąpił we dwóch spotkaniach: przegranym 0:1 z Czechosłowacją i wygranym 2:1 ze Stanami Zjednoczonymi (w 63. minucie meczu zdobył gola). Do 1991 roku rozegrał w kadrze Austrii 20 spotkań, w których strzelił 3 bramki.